# 滝沢真里
滝沢 真里（たきざわ まり、本名同じ、1937年8月24日 - ）は、日本の脚本家。別名：滝沢 真理。東京都北区出身。
1970年代に東映の特撮ヒーロー番組を多く手掛けた。

## 人物・来歴
1937年、東京都北区に生まれる。戦時中は8歳の時に新潟県へ疎開し、戦後は18歳まで福島県で暮らした。18歳で就職するが、22歳で結婚し退職した。
ミステリが好きで、桂千穂や紀田順一郎・大伴昌司らも所属していたミステリ愛好会SRの会にも参加していた。29歳の時に離婚し、職を得るため八住利雄の主催するシナリオ研究所研修科へ入り、講師を務めていた新井一の紹介により『東京バイパス指令』で脚本家としてデビューした。
東宝のテレビドラマや、東宝からの繋がりで円谷プロダクションの『恐怖劇場アンバランス』などを担当した後、『アンバランス』で知り合った市川森一の紹介で『仮面ライダー』へ参加し、以後東映の特撮ヒーロー番組を中心に活動した。『仮面ライダー』では、最多の伊上勝に次く17本を執筆している。その後、再婚を機に引退した。
東映作品では滝沢真理と誤記のままクレジットされ続けていた。そのため本名の滝沢真里の方が、「女性脚本家として扱われることを嫌がっての変名」と紹介されることもあるが、本人はこれを否定している。

## 主な作品

### 脚本
- 東京バイパス指令（1968年、日本テレビ / 東宝）
- 嫁ゆかば（1969年、日本テレビ / 東宝）
- 鬼平犯科帳（1969年 - 1970年、NET / 東宝）
- プレイガール（1969年 - 1976年、東京12チャンネル / 東映）
- 仮面ライダー（1971年 - 1973年、毎日放送 / 東映）
- 好き! すき!! 魔女先生（1971年、朝日放送 / 東映）
- 超人バロム・1（1972年、よみうりテレビ / 東映）
- 変身忍者 嵐（1972年、毎日放送 / 東映）
- どっこい大作（1973年、NET / 東映）
- 仮面ライダーV3（1973年、毎日放送 / 東映）
- 恐怖劇場アンバランス（1973年[注釈 2]、フジテレビ / 円谷プロダクション）
- キカイダー01（1973年、NET / 東映）
- 全員集合!7人の仮面ライダー!!（1976年、毎日放送 / 東映）
- 快傑ズバット（1977年、東京12チャンネル / 東映）

### 作詞
- かえってくるライダー（『仮面ライダー』挿入歌　作編曲：菊池俊輔、歌：子門真人）
- ライダーの子守うた（同上）
- どっこい野郎（『どっこい大作』主題歌）[注釈 3]